# Valea Călugărească
Valea Călugărească – wieś w Rumunii, w okręgu Prahova, w gminie Valea Călugărească. W 2011 roku liczyła 2419 mieszkańców.